# Reinhold Aris
Reinhold Friedrich Aris (* 30. Juni 1904 in Wien; † 24. April 1972 in Bath, Vereinigtes Königreich) war ein deutscher Jurist.

## Leben
Aris studierte Rechtswissenschaften an der Universität Tübingen, wo er 1929 mit einer Arbeit über die Staatslehre von Adam Müller zum Dr. jur. promovierte. Danach war er bis 1933 Assistent an der Universität Jena.
Nach dem Machtergreifung der Nationalsozialisten emigrierte Aris nach Großbritannien. 
Von 1934 bis 1935 arbeitete Aris als Researcher an der Universität London. Anschließend forschte er an der Cambridge University, bevor er schließlich eine Stelle als Senior Lecturer in Bristol antrat.
Von den nationalsozialistischen Polizeiorganen wurde Aris nach seiner Emigration als Staatsfeind eingestuft: Im Frühjahr 1940 setzte das Reichssicherheitshauptamt in Berlin ihn auf die Sonderfahndungsliste G.B., ein Verzeichnis von Personen, die im Falle einer erfolgreichen deutschen Invasion Großbritanniens durch die Sonderkommandos der SS-Einsatzgruppen mit besonderer Priorität ausfindig gemacht und verhaftet werden sollten.
Aufmerksamkeit erregte der Exilant mit einem 1936 beim Verlag George Allen & Unwin in London veröffentlichten Buch History of Political Thought in Germany 1789–1815 (Geschichte des politischen Denkens in Deutschland 1789–1815), mit einem Vorwort des britischen Historikers George Peabody Gooch. Dieses Buch wurde 1965 vom Verlag Frank Cass (2003 von Taylor & Francis übernommen) erneut veröffentlicht. 2013 kam das Buch bei Routledge als E-Book heraus.

## Familie
Von 1929 bis 1935 war Aris mit der Juristin Ruth Löwenthal verheiratet, die in zweiter Ehe seit 1939 mit dem Publizisten Walter Fabian verheiratet war.

## Schriften

### Monografien
- Die Staatslehre Adam Müllers, Tübingen 1929.
- History of Political Thought in Germany 1789–1815, London 1936. (Nachdrucke 1962, 1965, 2013). ISBN 0714615463. (eingeschränkte Vorschau in der Google-Buchsuche)

### Aufsätze (Auswahl)
- „Krisis der Verfassung“. In: Neue Blätter für den Sozialismus, Heft 1, Januar 1932.
- „Moderne Staatsromantik“. In: Neue Blätter für den Sozialismus, Heft 5, Mai 1932.
- „Die verfassungsrechtliche Entwicklung in Großbritannien seit 1933“. In: Jahrbuch des öffentlichen Rechts, Bd. 2, 1953, S. 107–149.
- „Das Problem der delegierten Gesetzgebung im modernen englischen Verfassungsrecht“. In: Deutsches Verwaltungsblatt, Jg. 69, Heft 23 (1. Dezember 1954), S. 757–763.
- „Verwaltungskontrolle in England“. In: Staatsbürger und Staatsgewalt. Jubiläumsschrift Band 1. Karlsruhe 1963, S. 369–403.[7]